# Maison des Mesureurs de grains
La Maison des Mesureurs de grains (Cooremetershuys en néerlandais) est une maison classée de style Renaissance située au centre de la ville de Gand, dans la province de Flandre-Orientale en Belgique.

## Localisation
La Maison des Mesureurs de grains est située au n° 12 du quai aux Herbes (Graslei), un quai situé le long de la Lys (affluent de l'Escaut) qui constitue « un des plus beaux ensembles de Belgique, bordé des anciennes maisons des corporations », parmi lesquelles la maison romane de Gand, la Maison De Beerie, la  Maison Den Enghel et la Maison des Francs-Bateliers.

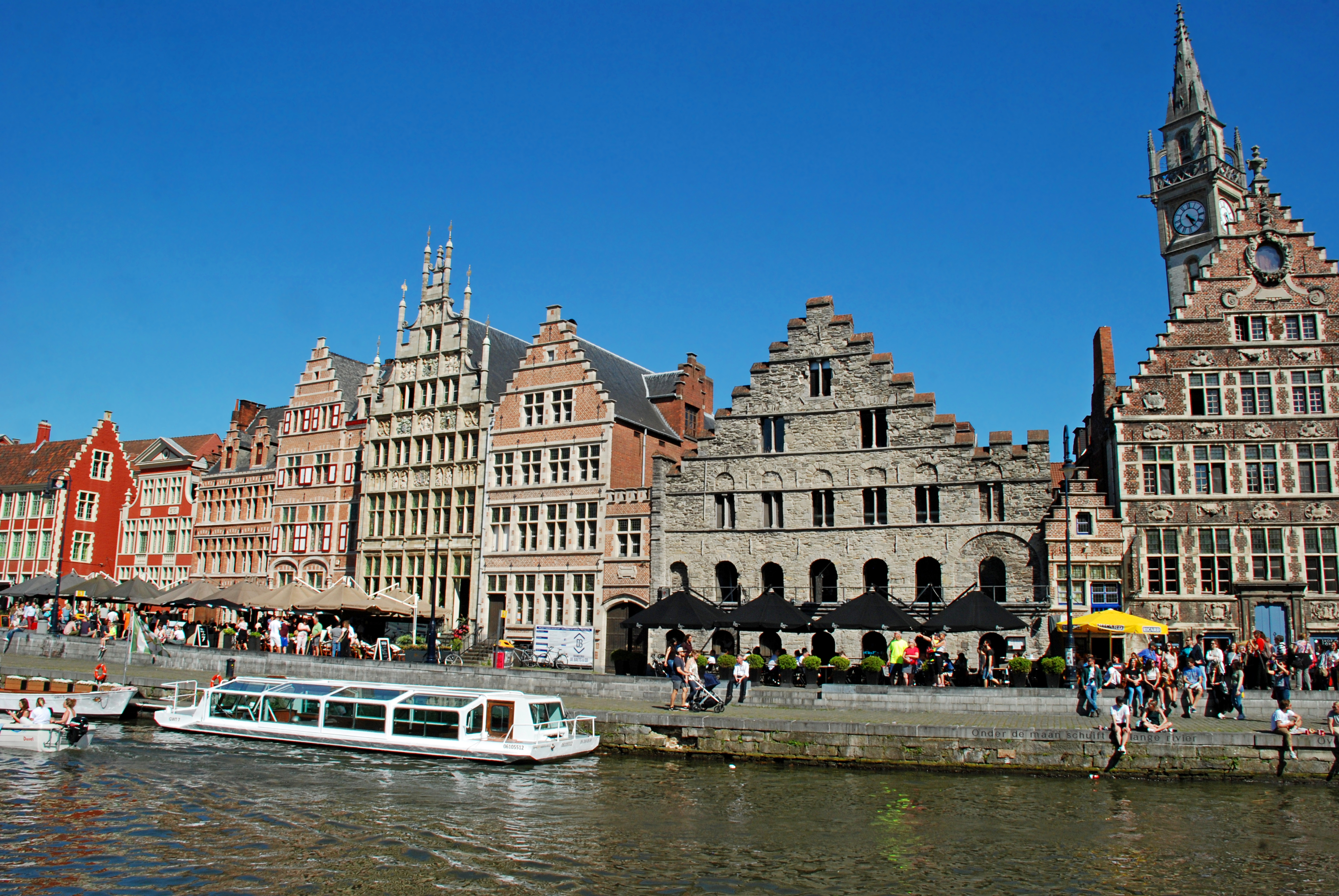
Quai aux Herbes (Graslei).

## Historique

### Le port Tusschen Brugghen
À la fin du XIIe siècle, la ville de Gand, qui était déjà un centre lainier et avait le droit d'entreposer les céréales, reçoit une charte communale du comte Philippe d'Alsace.
Ceci favorise le développement du port de commerce sur la Lys appelé Tusschen Brugghen (Entre Ponts), à hauteur des quais aux Herbes (Graslei) et aux Grains (Korenlei) actuels. Le port devient encore plus important au XIIIe siècle grâce au percement en 1251-1269 du canal de la Lieve qui relie Gand à la mer du Nord.
La plupart des maisons qui se dressent le long du quai aux Herbes (Graslei) avaient un rapport avec les activités portuaires.

### La Maison des Mesureurs de grains
Un bâtiment est déjà cité à cet endroit en 1374, mais sans que l'on en connaisse le nom.
La corporation des Mesureurs de grains, qui possédait déjà une maison au n° 9 du quai aux Herbes acquiert le n° 12 au XVIIe siècle et en fait sa deuxième  maison de corporation.
La façade actuelle date de 1698. Elle fut restaurée en 1907 par J. De Waele in 1906-1907 dans son état de 1698. Pour le site des monuments historiques de Flandre, « La reconstruction est archéologiquement correcte et constitue un exemple parfait de la préservation reconstructive des monuments au début du XXe siècle ».
La maison est classée comme monument historique depuis le 1er avril 1952 et figure à l'inventaire du patrimoine immobilier de la Région flamande sous la référence 24760.

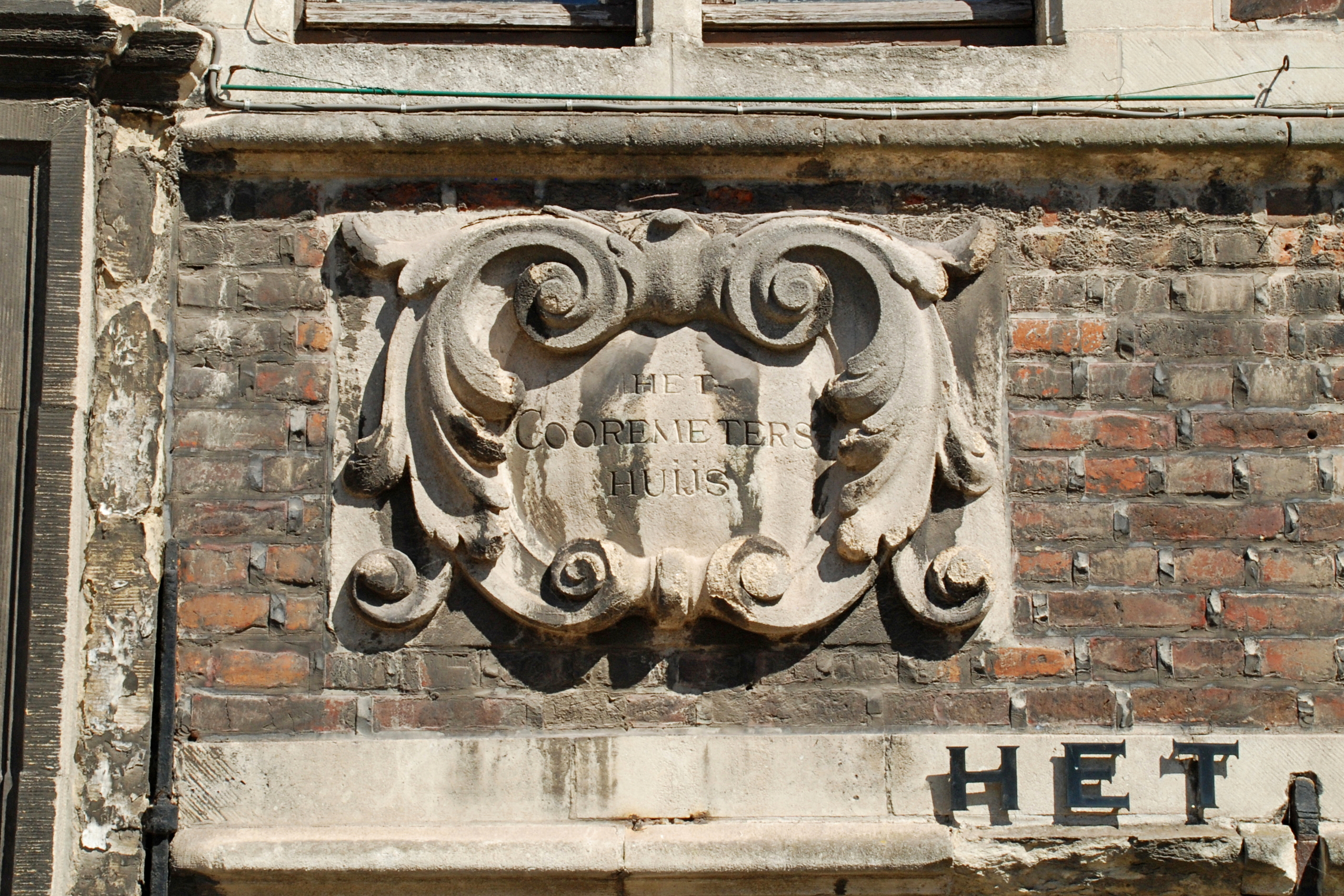
L'enseigne « Het Cooremeters Huijs ».

## Architecture
La Maison des Mesureurs de grains présente une façade de six travées en briques et en pierre blanche.
Elle compte cinq niveaux de fenêtres, séparés par des cordons de pierre blanche.
Le niveau le plus bas est un sous-sol percé de fenêtres à meneau de pierre auquel on accède par deux petites portes rectangulaires.
Précédée d'un petit escalier de trois marches, une grande porte à encadrement et entablement de pierre bleue donne accès au rez-de-chaussée, placé en position surélevée.

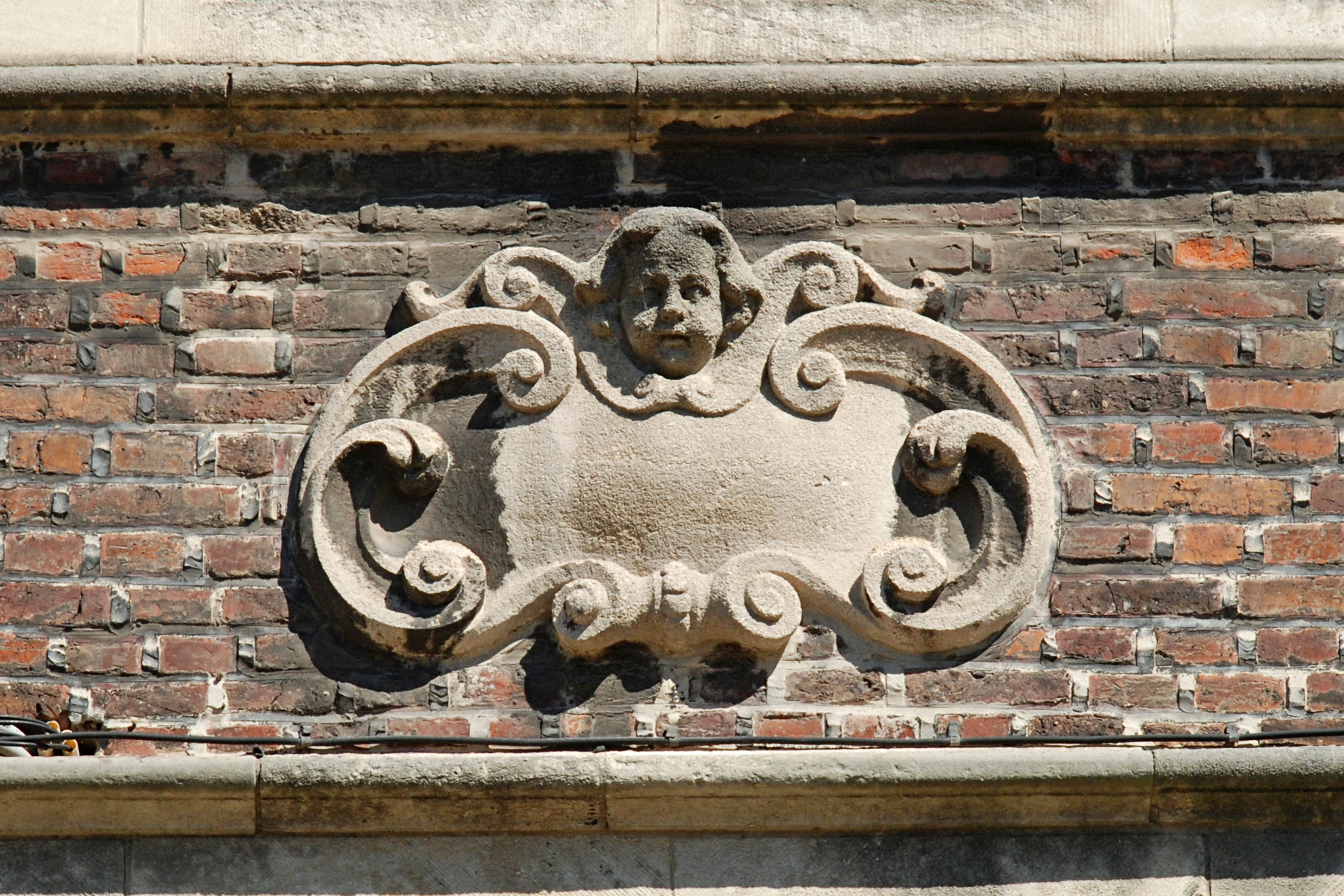
Cartouche à tête d'angelot.
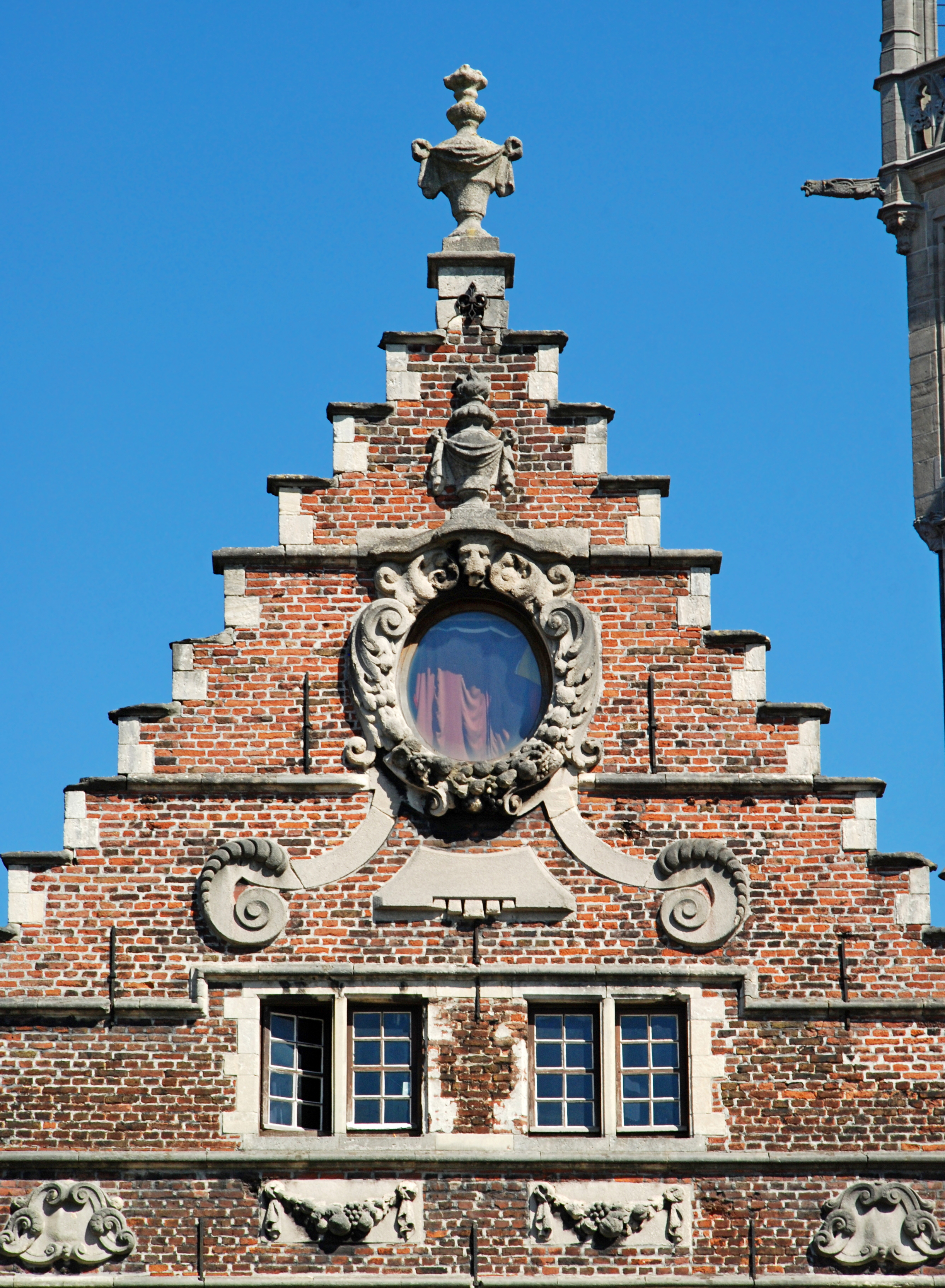
Le pignon.
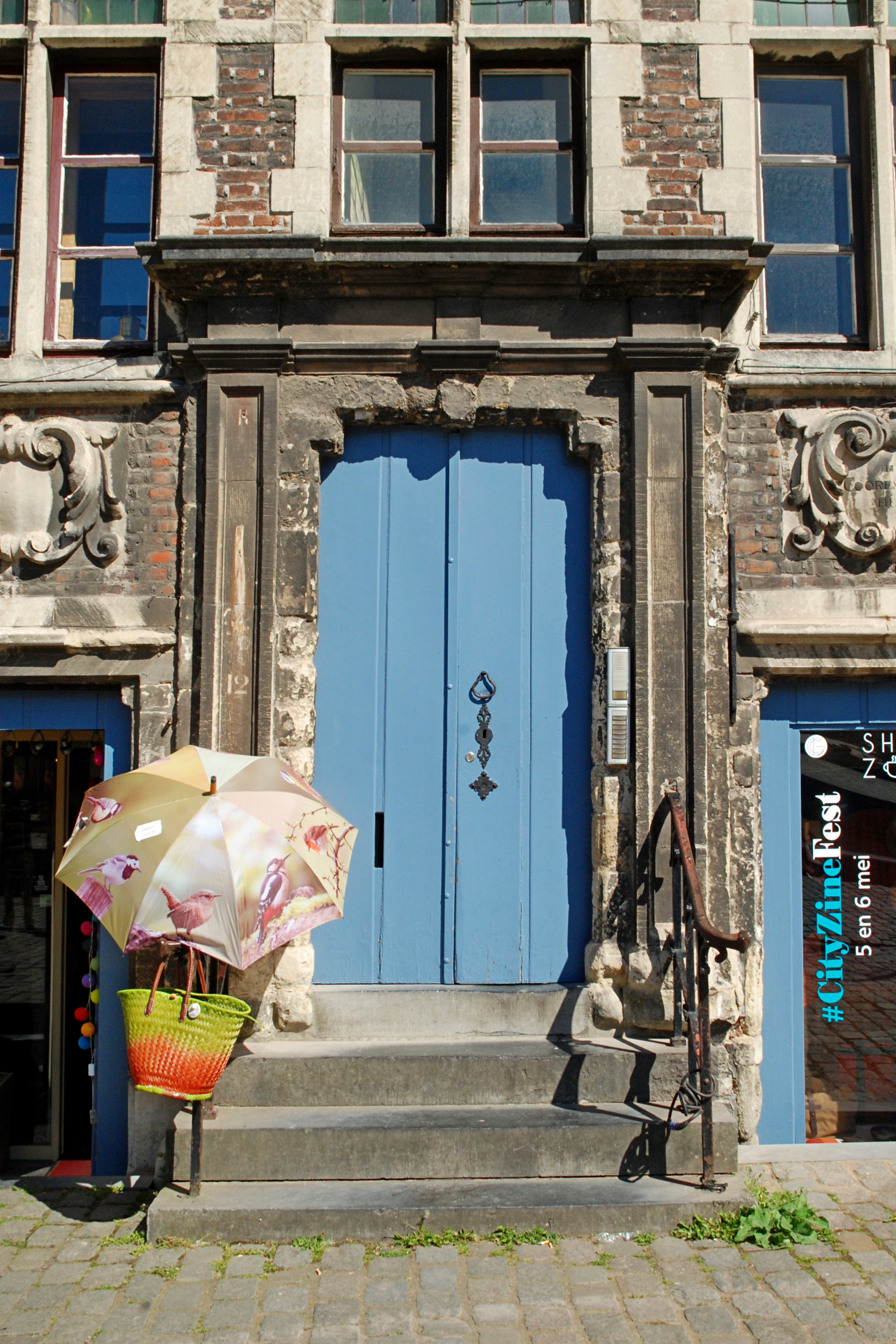
La porte.
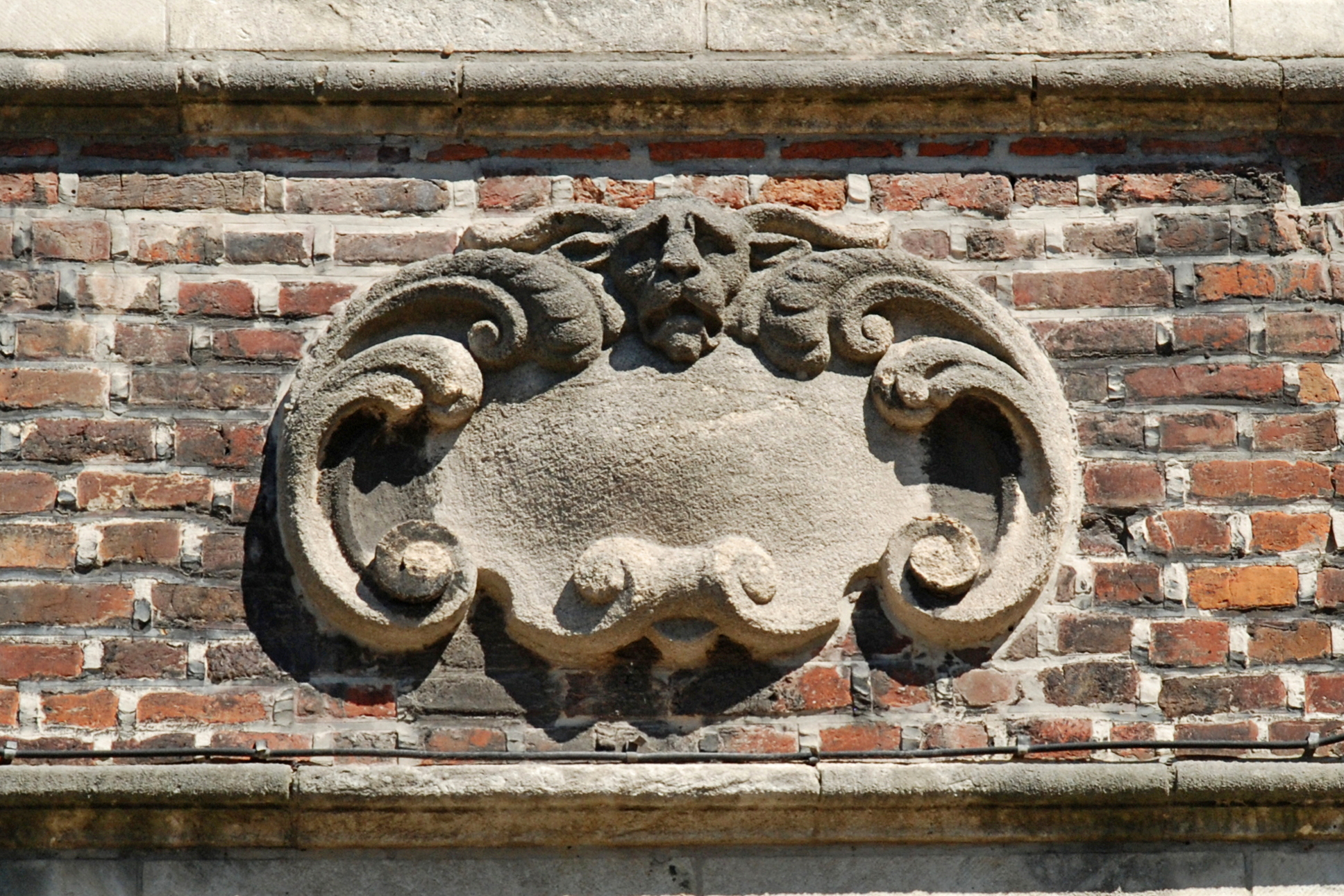
Cartouche à tête de lion.